# Lackkleidung

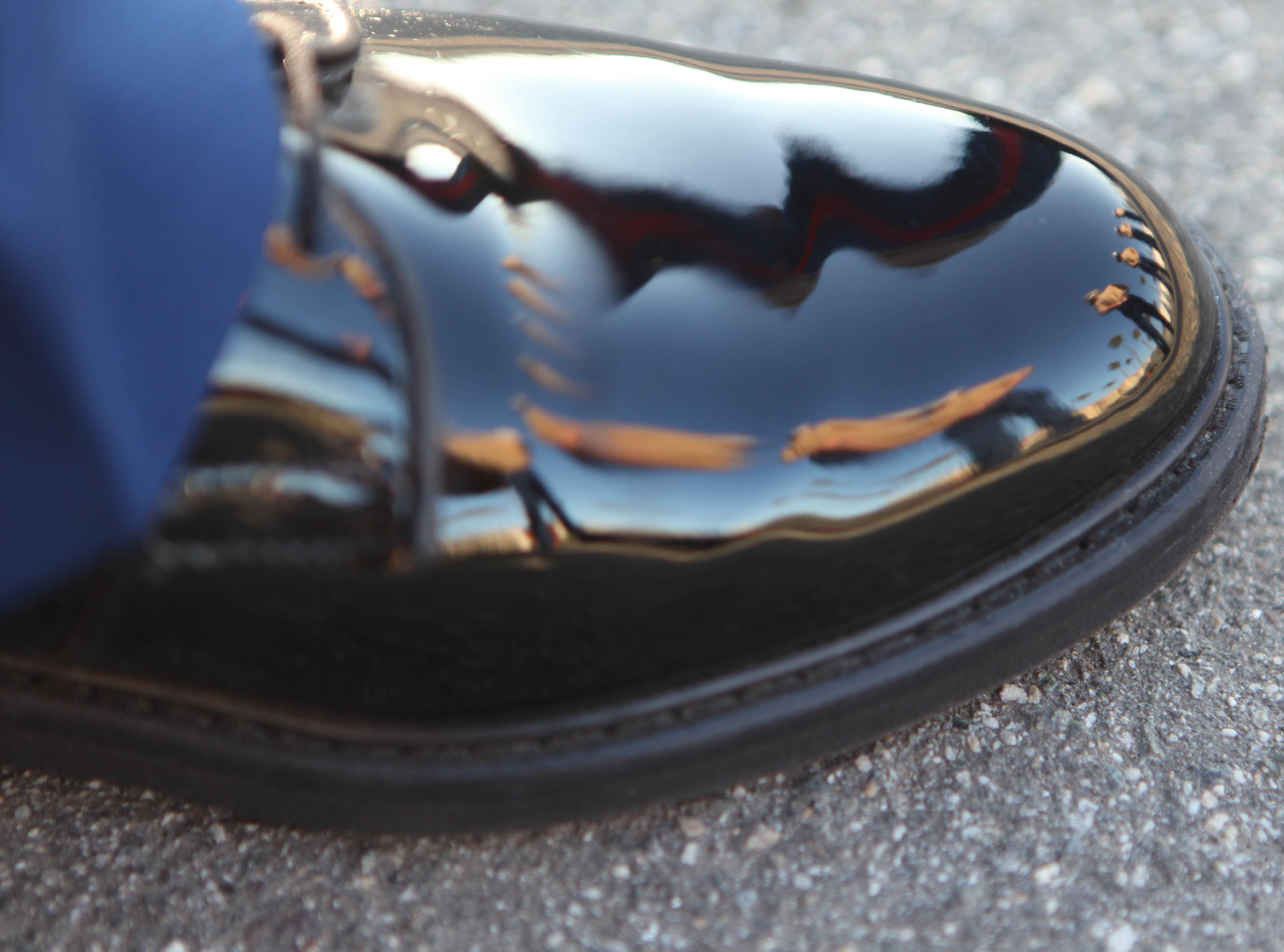
Lackschuh der US-Marines

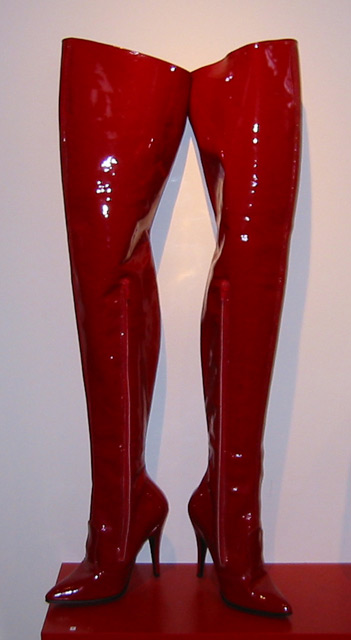
Lackhüftstiefel

Lack(be)kleidung bezeichnet Kleidung, die eine Oberfläche aufweist, die wie lackiert aussieht: Hier handelt es sich um mit z. B. Polyurethan oder PVC beschichtetes Gewebe, sogenanntes Kunstleder, oder um mit speziellen Beschichtungen versehenes Lackleder. Lackbeschichtete Kleidung kann aus Glanzlack oder Mattlack bestehen und ähnelt im Glanz Latexkleidung auf Basis von Gummi. 
Im sportlichen Bereich wird für Regenjacken und Regenanzüge vorzugsweise Mattlack eingesetzt, als Regen- oder Lackmantel für Damen und Herren eher Glanzlack. Schuhe aus diesem Material (Lackschuhe) werden oft zu festlicher Kleidung, auch im Tanzsport als Tanzschuh, oder zu Uniformen getragen. Andere Kleidungsstücke haben besondere Bedeutung im Bereich der Fetischkleidung, ähnlich dem Gummifetischismus.